# Piłkarz roku w Mistrzostwach Ukrainy
Piłkarz roku w Mistrzostwach Ukrainy – coroczny plebiscyt na najlepszego piłkarza grającego w Mistrzostwach Ukrainy. O wyniku plebiscytu decydują głosy oddane przez głównych trenerów i kapitanów klubów Premier Lihi. Gazeta też wyznacza najlepszego piłkarza miesiąca.
Od sezonu 2008/2009 Premier-liha wybiera najlepszego piłkarza.
Inne czasopisma piłkarskie oraz serwisy internetowe, np. magazyn „Futbol”, gazeta „Ukraiński Futbol”, też prowadzą swój plebiscyt na najlepszego piłkarza na Ukrainie.

## Zwycięzcy

### Najlepszy piłkarz Mistrzostw Ukrainy (według gazety „Komanda”)
| Rok       | Nazwisko                                                       | Pozycja                     | Klub                                                       |
| --------- | -------------------------------------------------------------- | --------------------------- | ---------------------------------------------------------- |
| 1995/1996 | Andrij Połunin 2. Ołeh Matwiejew 3. Andrij Szewczenko          | Pomocnik Napastnik          | Dnipro Dniepropietrowsk Szachtar Donieck Dynamo Kijów      |
| 1996/1997 | Hennadij Moroz 2. Ihor Łuczkewicz 3. Ołeh Matwiejew            | Pomocnik Napastnik          | Dnipro Dniepropietrowsk Metałurh Zaporoże Szachtar Donieck |
| 1997/1998 | Serhij Rebrow 2. Andrij Szewczenko 3. Hennadij Orbu            | Napastnik Pomocnik          | Dynamo Kijów Szachtar Donieck                              |
| 1998/1999 | Andrij Szewczenko 2. Hennadij Orbu 3. Alaksandar Chackiewicz   | Napastnik Pomocnik          | Dynamo Kijów Szachtar Donieck Dynamo Kijów                 |
| 1999/2000 | Serhij Rebrow 2. Walancin Bialkiewicz 3. Hennadij Zubow        | Napastnik Pomocnik          | Dynamo Kijów Szachtar Donieck                              |
| 2000/2001 | Walancin Bialkiewicz 2. Florin Cernat 3. Serhij Dołhanski      | Pomocnik Bramkarz           | Dynamo Kijów Worskła Połtawa                               |
| 2001/2002 | Walancin Bialkiewicz 2. Serhij Szyszczenko 3. Witalij Puszkuca | Pomocnik Napastnik          | Dynamo Kijów Metałurh Donieck Metalist Charków             |
| 2002/2003 | Walancin Bialkiewicz 2. Anatolij Tymoszczuk 3. Ołeh Wenhłynski | Pomocnik Napastnik          | Dynamo Kijów Szachtar Donieck Dnipro Dniepropietrowsk      |
| 2003/2004 | Walancin Bialkiewicz 2. Serhij Fedorow 3. Rusłan Rotań         | Pomocnik Obrońca Pomocnik   | Dynamo Kijów Dnipro Dniepropietrowsk                       |
| 2004/2005 | Matuzalem 2. Diogo Rincón 3. Anatolij Tymoszczuk               | Pomocnik                    | Szachtar Donieck Dynamo Kijów Szachtar Donieck             |
| 2005/2006 | Serhij Rebrow 2. Anatolij Tymoszczuk 3. Serhij Nazarenko       | Napastnik Pomocnik          | Dynamo Kijów Szachtar Donieck Dnipro Dniepropietrowsk      |
| 2006/2007 | Diogo Rincón 2. Matuzalem 3. Serhij Rebrow                     | Pomocnik Napastnik          | Dynamo Kijów Szachtar Donieck Dynamo Kijów                 |
| 2007/2008 | Fernandinho 2. / Marko Dević 3. Jádson                         | Pomocnik Napastnik Pomocnik | Szachtar Donieck Metalist Charków Szachtar Donieck         |
| 2008/2009 | Artem Miłewski 2. Darijo Srna 3. Andrij Piatow                 | Napastnik Pomocnik Bramkarz | Dynamo Kijów Szachtar Donieck                              |

### Najlepszy piłkarz Mistrzostw Ukrainy (według magazynu „Futbol” oraz strony www.football.ua)
| Rok       | Nazwisko       | Pozycja   | Klub             |
| --------- | -------------- | --------- | ---------------- |
| 2006/2007 | Ołeh Husiew    | Pomocnik  | Dynamo Kijów     |
| 2007/2008 | / Marko Dević  | Napastnik | Metalist Charków |
| 2008/2009 | Artem Miłewski | Napastnik | Dynamo Kijów     |

### Najlepszy piłkarz Mistrzostw Ukrainy (według Premier Lihi)
| Rok       | Nazwisko    | Pozycja  | Klub             |
| --------- | ----------- | -------- | ---------------- |
| 2008/2009 | Darijo Srna | Pomocnik | Szachtar Donieck |

## Inne
- Piłkarz roku na Ukrainie
- Piłkarz roku w ZSRR